# Challenger de Calcuta 2014
El torneo State Bank of India ATP Challenger Tour 2014, fue un torneo profesional de tenis. Perteneció al ATP Challenger Tour 2014. Se disputó su 1ª edición sobre superficie dura, en Calcuta, India entre el 10 y el 16 de febrero de 2014.

## Jugadores participantes del cuadro de individuales
| Favorito | País                  | Jugador              | Rank1 | Posición en el torneo |
| -------- | --------------------- | -------------------- | ----- | --------------------- |
| 1        | Bandera de Kazajistán | Oleksandr Nedovyesov | 95    | Semifinales           |
| 2        | Bandera de la India   | Somdev Devvarman     | 103   | Semifinales           |
| 3        | Bandera de Rusia      | Yevgueni Donskoi     | 130   | FINAL                 |
| 4        | Bandera de Japón      | Go Soeda             | 138   | Segunda ronda         |
| 5        | Bandera de Eslovenia  | Blaž Rola            | 152   | Primera ronda         |
| 6        | Bandera de Ucrania    | Illya Marchenko      | 162   | Primera ronda         |
| 7        | Bandera de Moldavia   | Radu Albot           | 168   | Segunda ronda         |
| 8        | Bandera de Francia    | David Guez           | 170   | Cuartos de final      |

- 1 Se ha tomado en cuenta el ranking del 3 de febrero de 2014.

### Otros participantes
Los siguientes jugadores recibieron una invitación (wild card), por lo tanto ingresan directamente al cuadro principal (WC):
- Somdev Devvarman
- Saketh Myneni
- Vishnu Vardhan
- Sanam Singh

Los siguientes jugadores ingresan al cuadro principal tras disputar el cuadro clasificatorio (Q):
- Yang Tsung-hua
- Rui Machado
- Huang Liang-chi
- Chen Ti

## Jugadores participantes en el cuadro de dobles

### Cabezas de serie
| Favorito | País                 | Jugador            | País                     | Jugador            | Rank1 | Posición en el torneo |
| -------- | -------------------- | ------------------ | ------------------------ | ------------------ | ----- | --------------------- |
| 1        | Bandera de Tailandia | Sanchai Ratiwatana | Bandera de Tailandia     | Sonchat Ratiwatana | 210   | Primera ronda         |
| 2        | Bandera de la India  | Yuki Bhambri       | Bandera de Nueva Zelanda | Michael Venus      | 271   | Primera ronda         |
| 3        | Bandera de la India  | Somdev Devvarman   | Bandera de la India      | Purav Raja         | 273   | Primera ronda         |
| 4        | Bandera de Filipinas | Ruben Gonzales     | Bandera de Nueva Zelanda | Artem Sitak        | 322   | Segunda ronda         |

- 1 Se ha tomado en cuenta el ranking del 3 de febrero de 2014.

## Campeones

### Individual Masculino
- Ilija Bozoljac derrotó en la final a  Yevgueni Donskoi, 6–1, 6–1.

### Dobles Masculino
- Saketh Myneni /  Sanam Singh derrotaron en la final a  Divij Sharan /  Vishnu Vardhan por 6-3, 3-6 y 10-4.